# Akademie für Psychotherapie und Seelsorge
Die Akademie für Psychotherapie und Seelsorge (APS) mit Sitz in Bad Homburg vor der Höhe bei Frankfurt am Main ist eine 2000 gegründete, gemeinnützige Akademie mit dem Ziel, konfessionsübergreifend ein Gesprächsforum für Psychotherapeuten und Seelsorger zum interdisziplinären, wissenschaftlichen Fachaustausch zur Verfügung zu stellen.

## Satzung
Der Verein wurde von Kliniken in christlicher Trägerschaft (Klinik Hohe Mark, Diakonie-Krankenhaus Harz und weitere) gegründet. Voraussetzung für die Mitgliedschaft ist ein abgeschlossenes Studium der Medizin, Psychologie, Psychotherapie, Theologie oder anderer Humanwissenschaften sowie eine seelsorgliche oder psychotherapeutische Tätigkeit und eine am christlichen Glauben orientierte innere Haltung im Sinne des Apostolischen Glaubensbekenntnisses, ohne Einschränkung auf eine bestimmte Kirche oder Konfession. Der Verein hat ca. 850 Mitglieder. 
Satzungsmäßiger Zweck des Vereins ist es, „Begegnungen zwischen Psychotherapie und christlicher Seelsorge in Wissenschaft und Praxis zu fördern“, in denen eine „Sinn- und Werteorientierung“ in eine „therapeutische Methodik“ integriert werden. Zudem geht die Akademie der Frage nach der Bedeutung von Spiritualität und Religiosität im Genesungsprozess bei psychischer und körperlicher Krankheit nach. 

## Aktivitäten
Ziel der APS ist es, eine qualitative Verbesserung der Beratung und Behandlung von Menschen mit psychischer Belastung und Krankheit zu erreichen. Nach dem biopsychosozialspirituellen Modell postuliert die Akademie ein Krankheits- und Gesundheitsverständnis, nach dem der religiös-spirituellen Dimension eine den anderen Bereichen gleichwertige Bedeutung zukommt. Seelsorge, Pastoraltheologie und Pastoralpsychologie treten in einen Austausch mit psychotherapeutischer Diagnostik, Methodik und therapeutischen Verfahren. Dazu werden wiederkehrend Fachtagungen und Internationale Kongresse veranstaltet. Seit 2005 wird viermal jährlich die Fachzeitschrift „P & S: Magazin für Psychotherapie und Seelsorge“ herausgegeben. Jährlich werden eine fachwissenschaftliche Arbeitstagung „Empirische Forschung“ sowie eine Jahresfachtagung abgehalten. Seit 2007 gibt es Regionaltagungen, die seit 2011 jährlich in drei Regionen Deutschlands stattfinden.
Alle zwei Jahre veranstaltet die Akademie den „Internationalen Kongress für Psychotherapie und Seelsorge“.
Anlässlich des Kongresses 2009 in Marburg warf der Lesben- und Schwulenverband in Deutschland der Akademie vor, „Homosexuelle zu Heterosexuellen therapieren“ zu wollen. Auf dem Kongress waren (mindestens) zwei Referenten mehrfach aufgetreten, die die These vertraten, Homosexualität sei eine „behandlungswürdige Krankheit“. In der Nacht zum 11. Mai 2009 waren mehr als 40 Häuser in Marburg das Ziel unbekannter Täter, die Graffiti mit Parolen gegen den Kongress und seine Referenten anbrachten. Eine Demonstration am gleichen Tage wurde von den Grünen, Pro Familia und der Aids-Hilfe organisiert. Bei dieser Demonstration beschränkte sich die Kritik auf die umstrittenen Referenten der Tagung, ohne die Religion im weiteren Sinne zu thematisieren.
Im Vorfeld des Kongresses 2019 veröffentlichte die Antifa Würzburg einen offenen Brief, bei dem sie „an den Tagen des Kongresses eine Demo und Infostände“ ankündigte. Die Politikerin Simone Barrientos warf dem Oberbürgermeister von Würzburg, Christian Schuchardt, vor, mit seinem Grußwort „antifeministischer und homofeindlicher Hetze den Hof“ zu machen. Christian Schuchardt wies den Vorwurf zurück. Kurz vor dem Kongress wurde das Würzburger Congress Centrum beschmiert. Am 7. Juni 2019 gab eine Demonstration gegen den Kongress. Anders als 2009 treten 2019 keine Vertreter von Konversionstherapien auf. Gegenüber der taz betonte der Veranstalter, „Homosexualität, Bisexualität oder Transsexualität sind keine Krankheit oder psychische Störung“.